# 熊野神社 (神戸市中央区)
熊野神社（くまのじんじゃ）は、兵庫県神戸市中央区中山手通にある神社。熊野神社の一つ。

## 概要
神社は、昔「宇治野山」といわれた一角にある。
宇治物部氏族の創建で、福原遷都の際、遷都造営役の五条大納言藤原邦綱により再建されたという。
藤原邦綱は、この付近に宇治新亭と呼ばれる邸宅を建て、福原遷都によりこの地に滞在していた安徳天皇が、京都に戻る前に宇治新亭に滞在した。

### 祭神
- 伊弉諾命（いざなぎのみこと）
- 伊弉冉命（いざなみのみこと）

### 境内社
- 熊高稲荷神社

### 写真

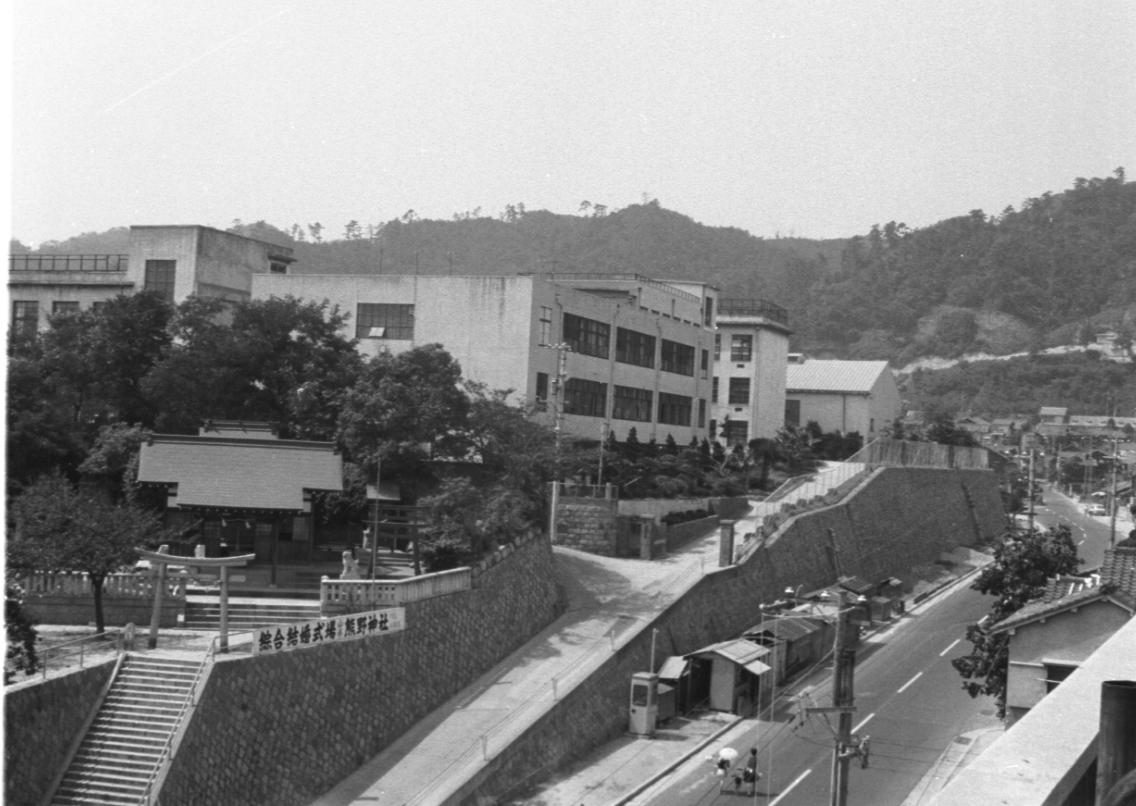
旧神戸市立生田中学（現在は神戸市立山の手小学校）へ上る坂の左が熊野神社（1965年8月当時）

## 交通アクセス
- 市バス「下山手7丁目」から約5分
- 神戸市営地下鉄山手線「大倉山駅」下車、北東へ徒歩8分
- 阪急神戸高速線「花隈駅」下車、北西へ徒歩10分

## 周辺施設
- 神戸市立山の手小学校